# Jesús Gutiérrez Flores
Jesús Gutiérrez Flores (Santiurde de Reinosa, Cantabria; 1953 - Mompía, Cantabria; 2017) fue un periodista e historiador español especialista en la represión durante la guerra civil española en Cantabria y Castilla.

## Biografía
Se licenció en Periodismo en la Universidad Complutense de Madrid y es doctor en Filosofía y Letras, sección Geografía e Historia de la Universidad de Cantabria en la que escribió la tesis doctoral titulada Veinte años de conflicto y violencia como modo de relación en 313 pueblos de Cantabria, Burgos y Palencia (1930-1950). Dicha tesis es un estudio que abarca información sobre la comarca de Campoo, situada al sur de Cantabria, así como los municipios limítrofes del norte de Burgos y Palencia durante el periodo de 1930 a 1950. Incluye las etapas de la Segunda República, la Guerra Civil y el primer franquismo hasta el año 1950. Es un estudio de la violencia que se genera en pequeñas comunidades rurales.

### Guerra Civil
Su interés por este período histórico le ha llevado a un minucioso estudio sobre la Guerra Civil en Cantabria y sus consecuencias tanto en la misma comunidad autónoma como en diversas zonas del norte de las provincias de Burgos y Palencia, y así lo refleja en sus obras Crónicas de la Segunda República y Guerra Civil en Reinosa y Campoo. Apuntes antropológicos.

#### Premio Cabuérniga
En el año 2000 recibió el VII Premio "Cabuérniga" de Investigación sobre culturas rurales, por su trabajo Guerra Civil en una comarca de Cantabria: Campoo. Análisis de la represión republicana y de la represión franquista.

#### Guerra Civil en Cantabria y Castilla
Su último libro, Guerra Civil en los pueblos de Cantabria y Castilla se centra en el estudio de la represión sufrida en Cantabria y en comarcas limítrofes de Castilla durante los años de la Guerra Civil y de la posguerra franquista. También contiene referencias a núcleos castellanos tales como Nava del Rey (Valladolid), Valderas (León) y Villadiego (Burgos).
La obra cuenta con dos tomos, el segundo tomo "Relación de víctimas en Cantabria y pueblos de Castilla y León" incluye información detallada de las víctimas de la represión franquista y republicana, diferenciadas por municipios, incluyendo fotografías, cartas de despedida y testimonios de algunos que sobrevivieron. 
Jesús Gutiérrez determinó cifras definitivas del número de víctimas cántabras en la Guerra Civil, un total 3.679. Un total de 3.614 víctimas de la represión de la Guerra Civil en Cantabria por parte de ambos bandos, a ese número hay que sumarle los 65 republicanos cántabros que murieron en el campo de concentracíón nazi de Mauthansen.
De las 3.679 vidas, 1.144 murieron a manos del bando republicano con episodios como la matanza  que los milicianos hicieron en el barco prisión de Santander después de que la aviación nazi bombardeara el barrio obrero, además de la persecución religiosa que dejó muchas víctimas tras de sí. Por otro lado, fueron 2.535 las víctimas a manos del bando nacional, incluyendo ejecutados, "paseados" y fusilados. Entre agosto de 1937 y el final de la guerra, los nacionales ejecutaron a 2006 personas entre los cuales 1.267 fueron sentenciados tras un consejo de guerra, y los otros 739 fueron asesinados en tapias o cunetas tras el "paseíllo". Hay que sumar a esa cifra los 75 guerrilleros maquis, los 389 presos republicanos que murieron en la cárcel, y por último los 65 del campo de concentración de Mauthausen. El libro aporta nuevos datos sobre la guerrilla en la zona de Guriezo y Silió además de ofrecer información de las comarcas limítrofes del norte de Castilla y León.
Jesús Gutiérrez Flores dedicó 6 años de minuciosa investigación para completar esta obra, la cual incluye testimonios de al menos 60 personas, aunque sin duda la principal fuente de información fue el "Archivo de Ferrol", donde se conservan todas las actas de los consejos de guerra. En la presentación de la obra Jesús G. Flores afirmó que "también se trata de un estudio de la condición humana", y consideró que la violencia "no es fruto de una minoría, sino del silencio de la mayoría". Asimismo ha evitado "cualquier sesgo partidista", y afirmó que le ha faltado apoyo en la edición de su obra, puesto que no ha recibido "ningún tipo de ayuda" a nivel institucional, ni siquiera en Cantabria puesto que la Guerra Civil sigue siendo un tema delicado.
Hasta el año 2008 fue profesor en el I.E.S. José María de Pereda, ubicado en la capital cántabra, Santander. Trabajó como profesor de Historia y Geografía en un colegio y liceo llamado Joffre, en Montpellier al sur de Francia en donde se jubiló en el año 2014 para residir de nuevo en Santander en donde vivió hasta su fallecimiento en 2017. Ese año se publicaron sus dos últimos títulos: Vida y Muerte en Reinosa y Campoo durante la Guerra Civil y posguerra (1936-1950) y Vida y Muerte en el norte de Burgos y Palencia durante la guerra civil y posguerra (1936-1950).

## Obra publicada
- 1993: Crónicas de la 2 República y de la guerra civil en Reinosa y Campoo, ISBN 978-84-604-6883-7
- 1997: Veinte años de conflicto y violencia como modo de relación en 313 pueblos de Cantabria, Burgos y Palencia (1930-1950).
- 2000: Guerra civil en una comarca de Cantabria, Campoo: análisis de la represión republicana y de la represión franquista,  Tantín, Comité Organizador del Festival Cabuérniga Música de los Pueblos del Norte, 474 p, ISBN 84-95054-34-5 ISBN 978-84-95054-34-0 .
- Guerra Civil en Reinosa y Campoo. Apuntes antropológicos.
- 2007: Guerra Civil en Cantabria y pueblos de Castilla (Tomo I) y Guerra Civil en Cantabria y pueblos de Castilla - Relación de víctimas en Cantabria y pueblos de Castilla y León (Tomo II).
- 2007: Cuatro derroteros militares de la Guerra Civil en Cantabria (con Enrique Gudín de la Lama), Santander, 344 págs. ISBN 978-84-611-7940-4.
- 2010: "La represión del Magisterio en Palencia, págs 201-268, en Enrique Berzal de la Rosa y Javier Rodríguez González (coordinadores): Muerte y represión en el Magisterio de Castilla y León, 533 págs. ISBN 978-84-614-5323-8.
- 2011: Testimonio de la Guerra Civil en Cantabria utilizado por Paul Preston, en el El Holocausto Español. Odio y exterminio en la guerra civil y después, 859 págs. ISBN 978-84-8306-852-6.
- 2011: "Entre la espada y la pared. La represión del profesorado cántabro durante la guerra civil y la posguerra" (con Enrique Gudín de la Lama; Fernando Obregón Goyarrola y Enrique Menéndez Criado), 396 págs. ISBN 978-84-615-4650-3.
- 2017: "Vida y Muerte en Reinosa y Campoo en guerra civil y posguerra (1936-1950)", 577 págs. ISBN 978-84-617-8367-2.
- 2017: "Vida y Muerte en el norte de Palencia y Burgos en la guerra civil y posguerra (1936-1950)", 573 págs. ISBN 978-84-946408-8-9.